# Pandeismo
Il pandeismo (dal greco "παν-" = "tutto", "completo". latino "deus" = dio/divino)  è una filosofia razionalistica della religione che unisce il panteismo ed il deismo. Letteralmente significa "tutto è dio/divino"; normalmente questo si collega alla convinzione che Dio sia coincidente con tutto l'esistente, l'intero universo o la natura.
Il panteismo viene rigettato in quanto, nel significato datogli da Immanuel Kant, Dio è immanente e coincide con il mondo fenomenico o creazione.
Il termine pandeismo appare in lingua inglese (Pan-Deism) per designare una filosofia come quella di Franz William Junghuhn, e venne usato da William Harbutt Dawson nella sua opera biografica Matthew Arnold and His Relation to the Thought of Our Time apparsa nel 1904. Charles Hartshorne esaminò il termine pandeismo negli anni '60 ma lo rifiutò preferendo panenteismo. Nel 2001, Scott Adams ha scritto God's Debris (Residui di Dio), che propone una forma di Pandeismo.
Diversi autori hanno descritto il teologo italiano Giordano Bruno come una sorta di pandeista.